# Evgenia Zhigulenko
Evgenia Andreevna Zhigulenko (en ruso: Евгения Андреевна Жигуленко; Krasnodar, 1 de diciembre de 1920 – Moscú, 2 de marzo de 1994) fue una aviadora y navegante soviética que combatió durante la Segunda Guerra Mundial en el 588.º Regimiento de Bombardeo Nocturno, más tarde rebautizado como 46.° Regimiento Aéreo de Bombarderos Nocturnos de la Guardia. Uno de los tres regimientos aéreos creados por Marina Raskova e integrados únicamente por mujeres. Por sus acciones durante la Segunda Guerra Mundial recibió el título de Heroína de la Unión Soviética, además alcanzó el grado militar de mayor.

## Biografía
Evgenia Zhigulenko nació el 1 de diciembre de 1920 en Krasnodar —en esa época situada en la gobernación del Cáucaso en la RSFS de Rusia, actualmente ubicada en el krai de Krasnodar en Rusia— en el seno de una familia rusa de clase trabajadora. Después de graduarse en la escuela secundaria en Tijoretsk en 1939, estudió en el Instituto de Tecnología de Aviación de Moscú y luego se graduó en la escuela de vuelo del aeroclub de Moscú. En 1942 se afilió al Partido Comunista de la Unión Soviética.
En octubre de 1941, se unió al Ejército Rojo y posteriormente, ingresó en la Escuela de Aviación Militar de Engels, para convertirse en piloto en el 588.º Regimiento de Bombardeo Nocturno, uno de los tres regimientos de aviación formados por mujeres, fundados por Marina Raskova y liderado por la mayor Yevdokía Bershánskaia. El regimiento estaba  formado íntegramente por mujeres voluntarias, desde los técnicos hasta los pilotos, todas ellas de una edad cercana a los veinte años. Inicialmente sirvió como navegante, pero luego se convirtió en piloto y después fue ascendida al puesto de comandante de vuelo.
El 23 de mayo de 1942, después de completar su entrenamiento, el regimiento fue transferido a la 218.º División de Bombarderos Nocturnos del Frente Sur (estacionada en el aeródromo de la aldea de Trud Gornyaká cerca de Voroshilovgrado). La propia Marina Raskova las acompañó hasta su destino y luego dio un conmovedor discurso de despedida antes de regresar a Engels. En su nuevo destino el regimiento quedó adscrito al 4.º Ejército Aéreo al mando del mayor general Konstanín Vershinin.
El 8 de febrero de 1943, el 588.º Regimiento de Bombardero Nocturno recibió el rango de Guardias y pasó a llamarse 46.º Regimiento de Bombardeo Nocturno de la Guardia, y un poco más tarde recibió el nombre honorífico de «Taman» por su destacada actuación durante los duros combates aéreos en la península de Tamán, en 1943 (véase batalla del cruce del Kubán).
Durante la guerra participó en campañas de bombardeo contra las fuerzas alemanas en el norte del Cáucaso, en el río Mius, durante la liberación de Dombás, Kubán, Crimea, Bielorrusia y Polonia. Además de bombardear objetivos enemigos, realizó misiones de reabastecimiento del Ejército Rojo. Para noviembre de 1944, había lanzado 89 toneladas de bombas sobre objetivos enemigos, destruido tres cruces de ferrocarril, un reflector, tres baterías de artillería y provocado 177 incendios. Al finalizar la guerra, había realizado 968 misiones, durante las cuales estuvo a punto de morir en numerosas ocasiones. Por completar sus primeras 773 salidas de combate se le concedió el título de Héroe de la Unión Soviética el 23 de febrero de 1945.
Zhigulenko permaneció en la Fuerza Aérea en servicio activo hasta 1955, cuando se graduó de la Academia Político-Militar Lenin; fue la segunda mujer en graduarse en dicha escuela. En 1976 se graduó en el Instituto Estatal de Cinematografía de toda la Unión, tras lo cual trabajó como directora de cine y dirigió dos películas importantes: «En el cielo de las brujas de la noche» (1981) y «Sin derecho al fracaso» (1984).
Falleció en Moscú el 27 de febrero de 1994 a los 73 años y fue enterrada en el cementerio Troyekúrovskoye.

## Condecoraciones
A lo largo de su vida Evguenia Zhigulenko recibió las siguientes condecoraciones
|  | Héroe de la Unión Soviética (23 de febrero de 1945)                                                    |
|  | Orden de Lenin (23 de febrero de 1945)                                                                 |
|  | Orden de la Bandera Roja, dos veces (19 de octubre de 1942 y 15 de junio de 1945)                      |
|  | Orden de la Guerra Patria de 1.er grado, dos veces (30 de octubre de 1943 y 11 de marzo de 1985)       |
|  | Orden de la Estrella Roja, dos veces (26 de abril de 1944 y 5 de noviembre de 1954)                    |
|  | Medalla por el Servicio de Combate                                                                     |
|  | Medalla Conmemorativa por el Centenario del Natalicio de Lenin «Al valor militar»                      |
|  | Medalla por la Defensa del Cáucaso (1944)                                                              |
|  | Medalla por la Victoria sobre Alemania en la Gran Guerra Patria 1941-1945 (1945)                       |
|  | Medalla Conmemorativa del 20.º Aniversario de la Victoria en la Gran Guerra Patria de 1941-1945 (1965) |
|  | Medalla Conmemorativa del 30.º Aniversario de la Victoria en la Gran Guerra Patria de 1941-1945 (1975) |
|  | Medalla Conmemorativa del 40.º Aniversario de la Victoria en la Gran Guerra Patria de 1941-1945 (1985) |
|  | Medalla por la Liberación de Varsovia (1945)                                                           |
|  | Medalla al Trabajador Veterano                                                                         |
|  | Medalla del 30.º Aniversario de las Fuerzas Armadas de la URSS                                         |
|  | Medalla del 40.º Aniversario de las Fuerzas Armadas de la URSS                                         |
|  | Medalla del 50.º Aniversario de las Fuerzas Armadas de la URSS                                         |
|  | Medalla del 60.º Aniversario de las Fuerzas Armadas de la URSS                                         |
|  | Medalla del 70.º Aniversario de las Fuerzas Armadas de la URSS                                         |
|  | Medalla Conmemorativa del 800.º Aniversario de Moscú                                                   |